# Васил Вълчанов
Васил Вълчанов е български капитан далечно плаване.
Считан за герой на алжирското националноосвободително движение по думите на Абделкадер Месахел – външния министър на Алжир, той е повече известен там, отколкото в родината си.

## Биография
Израства в семейство на инженер, дипломиран в Германия, помощник-кмет на Пловдив. Завършва с 32-ри випуск (1932 – 1938) Морското училище (днес Висше военноморско училище „Н. Й. Вапцаров“), базирано по онова време във Варна (до 1934 г.) и после в Созопол (1934 – 1940). След училището започва морската му кариера.
Дни преди Германия да нападне СССР (юни 1941 г.) плава като помощник-капитан на италианския танкер „Жозефина Жирарди“ с 31 души екипаж. Край гръцкия остров Лемнос в Егейско море такерът е торпилиран от британска подводница и се взривява. Вълчанов е сред двамата оцелели, изваждат го от морето изнемощял след 5 часа плуване в нефтения разлив със счупен крак и почти ослепял. Към края на войната е помощник-директор на пристанище Кавала, където създава организацията „Беломорски корабен риболов“.
Малко след войната преживява ново премеждие в Гърция. През 1947 г. е капитан на кораба „Пирин“, който е задържан от гръцките власти и целият екипаж е арестуван с обвинение в саботаж, за което се полагат смъртни присъди. Капитан Вълчанов изпраща по нелегален куриер вест до София за ареста им. Тогава България и Гърция нямат дипломатически отношения, дори все още са в състояние на война, без да е подписан мирен договор помежду им. Затова е уредено застъпничество за арестуваните българи чрез посланика на Югославия, обвиненията са снети в последния момент.
Може би най-значителният епизод от живота на капитан В. Вълчанов е тайната доставка на оръжие за партизаните от алжирския Фронт за национално освобождение през 1960 г. Макар и безпартиен, на Вълчанов е възложено с 3000-тонния кораб „Бреза“ да достави въоръжение и боеприпаси на алжирските партизани в тежък за тях период. За тази цел корабът, обявил превоз на замеделска техника за Албания, преминава строгия турски контрол на Босфора и Дарданелите и, вместо да завие към Йонийско море, преодолява френската блокада по протежение на цялото Средиземно море и стоварва „стоката“ на либийския бряг. През следващата 1961 г. операцията е повторена с друг български кораб и друг екипаж с малки разлики: корабът вече е с вместимост 5000 тона, за товар е обявявана земеделска техника за ГДР, разтоварва след Гибралтарския проток на мароканския бряг. Този критичен момент също е преодолян и алжирските партизани постигат победа: в началото на следващата 1962 г. са сключени Евианските споразумения, с които се признава независимостта на Алжир от 5 юли същата година.
Георги Найденов, отговарял за алжирските операции, оглавява Външнотърговско предприятие „Тексим“, станало основа на корпоративна група „Български търговски флот“. Той възлага на капитан Вълчанов да развие корабоплавателната дейност в рамките на алжиро-българското дружество „Имекстраком“. Капитанът успява да убеди Найденов и прилагат успешна финансова схема – не купуват наведнъж кораби, а ги изплащат постепенно, като плащанията се финансират от дейността. Този лизингов модел е високо оценен от Живко Живков (първи вицепремиер) и Тодор Живков (премиер) и е решено да бъде приложен в цялото корабоплаване на страната. Цялата група „Български търговски флот“ за кратко време постига бурно развитие, а Конференцията на ООН за търговия и развитие дава модела за пример за развиващите се страни.
Капитан Васил Вълчанов е автор на няколко книги със спомени:
- „Бурни времена – книга 1: Секретни доставки на оръжие“, 2008
- „Бурни времена – книга 2: Корабоплаване, което носеше милиони, разгромено от Тодор Живков“, 2015
- „Бурни времена: Екстремни събития между живота и смъртта“, 2017

Първото му мемоарно произведение „Бурни времена – книга 1: Секретни доставки на оръжие“ (за алжирските партизани) е преведена и издадена на френски с финансова подкрепа от правителството на Алжир (2010). За заслугите му за националното освобождение на Алжир капитан Вълчанов е награждаван с високи държавни отличия на страната. Последните години от живота си прекарва в село Герман край София.